# فقمة قيثارية
الفقمة القيثارية (الاسم العلمي: Pagophilus groenlandicus)، المعروفة أيضًا باسم فقمة سرجية الظهر أو فقمة جرينلاند، هي نوع من الفقمات عديمات الأذن، أو الفقمات الحقيقية، موطنها أقصى شمال المحيط الأطلسي والمحيط المتجمد الشمالي. في الأصل في كان هذا النوع في جنس الفقمة (Phoca) مع عدد من الأنواع الأخرى، أعيد تصنيفها إلى جنس Pagophilus أحادي الطراز في عام 1844. الاسم العلمي يأتي من اليونانية، ويُترجم إلى «عاشق الجليد الجرينلاندي»، ومرادفه التصنيفي، فقمة جرينلاند Phoca) groenlandica ).